# لایت فیلدز
لایت فیلدز (به انگلیسی: Lightfields) یک سریال درام -ترسناک ساخته آی تی وی انگلستان است که نخستین بار در ۲۷ فوریه ۲۰۱۳ نمایش داده شد . سبک این سریال مانند مارچلندز است و در پنج قسمت نوشته و کارگردانی شده‌است.